# Art poétique
Pour les articles homonymes, voir Art poétique (homonymie).
L'art poétique est en général un ensemble de règles dont la finalité serait de produire la beauté, dans une œuvre d'art, principalement dans les ouvrages littéraires, particulièrement en poésie. On appelle également, par métonymie, les ouvrages formulant de tels ensembles de règles des arts poétiques. La Poétique d'Aristote, L'Art poétique d'Horace et L'Art poétique de Boileau, sont de célèbres exemples d'arts poétiques.

## Histoire des arts poétiques
Du Moyen Âge à l'époque dite « classique », la poésie a toujours été soumise à un art de dire qui avait pour objet de trouver le beau mesuré selon la rigueur de la soumission à la règle poétique, mais aussi à la règle sociale. C'est la grande époque des arts poétiques. Le poète fut tour à tour le protégé du seigneur, du prince ou du roi.
Quelques auteurs d'arts poétiques (en latin uniquement) au Moyen Âge :
- Bède le Vénérable Ars metrica
- Snorri Sturluson et l'Edda
- Mathieu de Vendôme
- Geoffroy de Vinsauf
- Jean de Garlande

Au XVIIIe siècle, l'art poétique (ensemble de règles concrètes et rationnelles devant régir la production artistique) est concurrencé par les réflexions sur l'esthétique (en tant que théorie générale des beaux-arts et de la perception de la beauté). Cette mutation se fait sous l'influence d'un changement de perspective dans la réflexion sur les arts qui, au lieu de se concentrer sur la production (et éventuellement le jugement) des œuvres, en considère également la réception par un être humain doué autant de rationalité que de sensibilité. L'abbé Jean-Baptiste Dubos, avec ses Réflexions critiques sur la peinture et la poésie de 1719 est un représentant de cette tendance. L'abbé Charles Batteux est l'auteur d'un traité sur Les Beaux-arts réduits à un même principe, de 1746, qui définit comme principe commun à tous les beaux-arts l'imitation de la belle nature, mais concède à chaque art des moyens spécifiques d'imiter. Cependant, l'intérêt pour les arts poétiques de l'âge classique persiste, même s'il doit être considéré comme quelque peu retardataire. Cela se manifeste par exemple dans ce que Géraud Valet de Réganhac publia une traduction en prose et en vers français de l'Art poétique d'Horace et dans la traduction et publication, par l'abbé Charles Batteux, d'un ensemble de quatre poétiques classiques : Les Quatre Poétiques d'Aristote, d'Horace, de Vida, de Despréaux (1771). La publication de L'Essai sur le récit, en 1776, de Bérardier de Bataut relève de ce même intérêt tardif pour les poétiques classiques.
Les bouleversements politiques et sociaux qui eurent lieu à la fin du XVIIIe siècle et tout au long du XIXe siècle, l'avènement de la société industrielle ont suscité une mise en question radicale de l'homme, qui éprouva soudain un doute vis-à-vis du monde et de lui-même. Le principe de l'unité éclata et la poésie rendit compte de cet éclatement. Les romantiques ont lancé le premier cri d'alarme pour dénoncer la contrainte d'un art qui ne pouvait plus satisfaire l'expression de la multiplicité des apparences découvertes. Mais ils restèrent encore soumis à la loi du vers, au régime du genre.
Dans la seconde partie du XIXe siècle, un phénomène nouveau se fait jour : le vers régulier disparaît. Lautréamont, qui se dit à la recherche d'une « poétique future », donne une œuvre inclassable qu'il intitule Chants. Paul Verlaine publie un poème intitulé « Art poétique » dans le recueil Jadis et Naguère (1884). Rimbaud écrit une série de textes qu'il rassemble sous le titre de Une saison en enfer. C'est tout à la fois un poème, une confession, une contestation, une réflexion, une critique. Désormais, les poètes ne recherchent plus les thèmes dits « poétiques » (l'amour, la mer, la mort, etc.) ou bien encore à correspondre à une règle formelle. « Il faut être absolument moderne », déclare Rimbaud. Un demi-siècle plus tôt, Charles Baudelaire, qu'on peut considérer comme leur précurseur, réfléchissait déjà sur cet art poétique nouveau, dont il aura été l'un des premiers théoriciens : « La modernité c'est le transitoire, le fugitif, le contingent (…) ». D'une part, le laid peut être beau et tout devient passible de poésie. D'autre part, le poète n'est plus rivé à un savoir-faire immuable ; il est tout à la fois producteur et produit du monde qui l'entoure.
Le XXe siècle poétique va principalement se construire sur cette donnée. « Écrire, c'est plus que connaître analytiquement : c'est refaire », peut avancer Francis Ponge. Le poète s'efforce de trouver un « langage qui coupe la respiration, qui racle, raille, tranche. Une armée de sabres. Un langage de lames exactes […] poignards infatigables, éclatants, méthodiques » (Octavio Paz). Pour l'acquérir, il reconsidère en premier lieu les mots. Il ne peut, en effet, promouvoir un monde nouveau avec des mots usés qui ont perdu toute signification. Le sens premier de ces mots doit être retrouvé pour produire ce que Pierre Reverdy appelle « un effet effervescent », provoquant sur le lecteur un choc. Le poète doit oublier le sens commun déformé par l'usage pour retrouver celui qui s'écarte le moins possible de ce qu'il nomme.
Pourtant, il est sûr, comme le dit Georges Ribemont-Dessaignes, qu'« on ne mange pas le mot pain, qu'on ne boit pas le mot vin ». Le mot ne devient ce qu'il nomme qu'au prix d'un pari incroyable que le poète s'efforce de tenir à tout instant : « Confondons, confondons sans vergogne la Seine et le livre qu'elle doit devenir » (Francis Ponge). L'échec semble alors le lot du poète : « Ce n'est pas sous cette forme-là que je pouvais dire ce que je croyais avoir à dire, ce que j'aurais tant aimé dire; sous cette forme-là, je ne pouvais dire que ce que je n'avais pas à dire, que j'aurais tant aimé ne jamais dire » (Reverdy). Dans cette optique, ce serait le quotidien transfiguré par le regard ou pris tel quel dans un discours qui ferait « éclater le discours ordinaire » (Jean-Claude Renard).

## Vers les images
Mais le poète n'est pas toujours attaché à la difficulté d'écrire. Il la résout dans l'oubli des mots, qui alors se forment et s'assemblent d'eux-mêmes ; ils produisent des images dans lesquelles ils proposent une réalité jamais vue, toutes les combinaisons étant possibles depuis que Lautréamont a pu dire: « Beau comme […] la rencontre fortuite, sur une table de dissection d'une machine à coudre et d'un parapluie ». Dans l'image, il n'est plus de contraintes ; la liberté peut s'exercer sans entraves.
L'efficacité de l'image surréaliste tient dans son extrême concentration, dans l'exactitude de sa forme.
« L'image réconcilie les contraires, mais cette réconciliation ne peut être expliquée par des mots - sinon ceux de l'image, qui ont cessé d'être des mots. L'image est ainsi un recours désespéré contre le silence qui nous envahit chaque fois que nous tentons d'exprimer la terrible expérience de ce qui nous entoure et de nous-mêmes (…) Tel est le sens ultime de l'image : elle-même » (Octavio Paz).
Pour André Breton, l'écriture automatique (dictée intérieure, automatisme de l'inconscient) reste une exigence : elle doit fonctionner comme machine de guerre contre l'esthétique bourgeoise, contre le travail volontaire et réglé du poète. Au cours de l'évolution historique du mouvement surréaliste, certains (Louis Aragon, Paul Éluard), nostalgiques des formes traditionnelles du travail poétique, se sont écartés de la pratique stricte de l'écriture automatique.
Dans le monde occidental, l'art poétique a connu une évolution semblable à celle de la peinture. Jusqu'au XIXe siècle, la fonction de la peinture était principalement de représenter le monde, en conformité avec la théorie de la mimésis, inspirée d'Aristote. L'invention de la photographie a retiré à la peinture son rôle utilitaire. Les peintres abandonnent alors peu à peu la référence à une réalité extérieure : les impressionnistes décomposent la lumière ; les cubistes déconstruisent l'espace ; les abstraits représentent l'acte même de peindre, faisant de la peinture le seul sujet. Ainsi de la poésie : à l'époque romantique, elle cesse peu à peu de chercher son but ailleurs qu'en elle-même jusqu'à devenir « poésie pure ». Dès lors, elle n'a plus d'autre visée que celle de constituer un langage poétique. Paul Valéry, en commentant le travail de Stéphane Mallarmé, explique cette évolution : « Il avait compris de fort bonne heure que le Fait poétique n'est autre que le langage même, et se confond avec lui…» (Variété)

## Poétique
- acrostiche : Petite poésie où chaque vers commence par une des lettres du nom de la personne à laquelle on la destine (parfois aussi du sujet de la poésie)
- Alexandrin (forme du vers)
- Ballade : Poème de 28 ou 35 vers, composé de 3 grandes strophes, ou couplets, égales et symétriques (huitain ou dizains) et d'une quatrième plus courte (quatrain ou quintil) qui sert de dédicace, d'où son nom d'« envoi » et son début habituel « prince… »
- Fib
- Fu : Type de poème chinois
- Haïku : 17 syllabes, Japon
- Limerick, forme de poème anglais
- Pantoum
- Senryū : poème de 17 syllabes, Japon
- Sonnet
- sonnet reflété

## Œuvres
- IVe siècle av. J.-C. : La Poétique, Aristote
- Ier siècle av. J.-C. : Art poétique, Horace
- 1392 : L'Art de Dictier, Eustache Deschamps
- 1674 : L'Art poétique, Nicolas Boileau
- 1852 : « L'Art » dans Émaux et Camées, Théophile Gautier
- 1884 : « Art poétique » dans Jadis et Naguère, Paul Verlaine
- 1942 : « Art poétique » dans Terraqué, Eugène Guillevic
- 1948 : « Pour un art poétique » dans L'Instant fatal, Raymond Queneau[3]